# کوچین چین

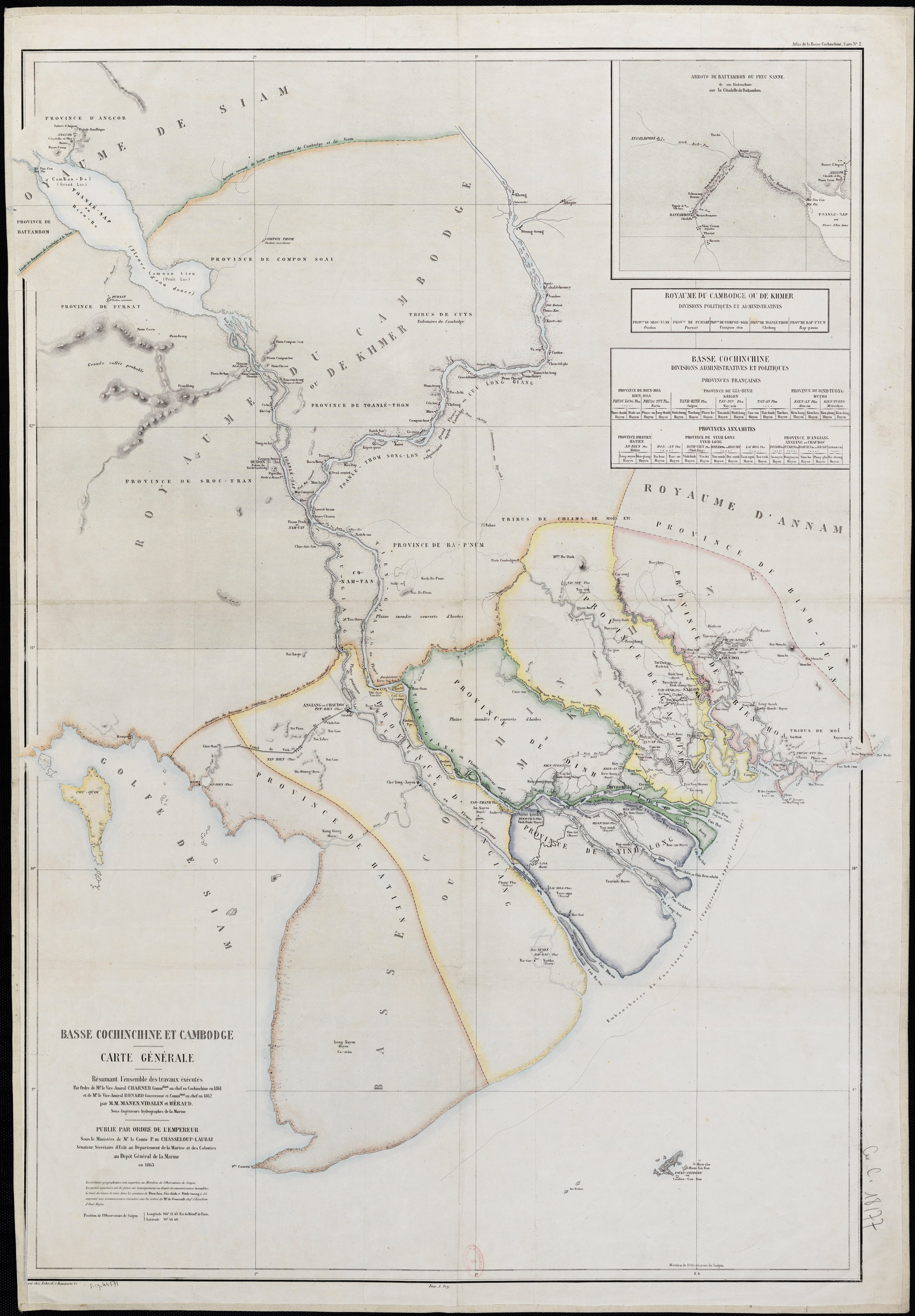
شش استان کوچین چین در سال ۱۸۶۳

کوچین چین (ویتنامی: Nam Kỳ) یک منطقه شامل یک سوم جنوبی ویتنام فعلی است. کوچین چین مستعمره فرانسه ۱۸۶۲–۱۹۵۴ بود.